# Accidente nuclear de Fukushima I
El accidente nuclear de Fukushima I (福島第一原子力発電所事故 Fukushima Daiichi Genshiryoku Hatsudensho jiko?) comenzó en la central nuclear Fukushima I el 11 de marzo de 2011 a las 14:46 (JST o UTC+9) después de un terremoto de magnitud 9,0 en la escala sismológica de magnitud de momento que además provocó un tsunami en la costa noreste de Japón. La planta nuclear, operada por la empresa Tokyo Electric Power Company (TEPCO), contenía seis reactores de agua en ebullición construidos entre 1971 y 1979.
Se atribuye un muerto al accidente: en 2018, siete años después del desastre, se atribuyó un fallecido de cáncer al evento del 2011.
El lunes 16 de abril de 2011 la Agencia de Seguridad Nuclear e Industrial (NISA) elevó el nivel de gravedad del incidente a 7 en la Escala Internacional de Accidentes Nucleares para los reactores 1, 2 y 3, el máximo en la escala INE y el mismo nivel que alcanzó el accidente de Chernóbil de 1986.
En resumen, el accidente fue provocado por el terremoto y tsunami de Tōhoku el 11 de marzo de 2011. Al detectar el terremoto, los reactores activos apagaron automáticamente sus reacciones de fisión. Debido a las descargas del reactor y otros problemas de la red, el suministro de electricidad falló y los generadores diesel de emergencia de los reactores comenzaron automáticamente a funcionar. Críticamente, estaban alimentando las bombas que hacían circular refrigerante a través de los núcleos de los reactores para eliminar el calor residual, que continúa a manar incluso después de que la fisión ha cesado. Pero el terremoto generó un tsunami de 14 metros de altura que llegó 46 minutos después, superó el dique de contención de las instalaciones de solo 5.7 metros e inundó los terrenos de la planta alrededor de los edificios del reactor de las Unidades 1 a 4 con agua de mar, que llenó los sótanos y destruyó los generadores de emergencia. La pérdida accidental de refrigerante resultante condujo a tres fusiones de núcleo, tres explosiones de hidrógeno y la liberación de contaminación radiactiva en las Unidades 1, 2 y 3 entre el 12 y el 15 de marzo. Ninguna de esas explosiones se produjo en los reactores por lo que no hubo ninguna explosión nuclear, cosa que además no puede suceder debido al bajo nivel de enriquecimiento del combustible. El grupo de combustible gastado del Reactor 4 previamente apagado aumentó la temperatura el 15 de marzo debido al calor de descomposición de las barras de combustible gastado, recientemente agregadas; pero no se redujo lo suficiente como para exponer el combustible.
En los días posteriores al accidente, la radiación emitida a la atmósfera obligó al gobierno a declarar una zona de evacuación cada vez más grande alrededor de la planta, que culminó en una zona de evacuación con un radio de 20 kilómetros. En total, unos 154 000 residentes fueron evacuados de las comunidades que rodean la planta debido a los crecientes niveles de radiación ionizante ambiental fuera del sitio causados por la contaminación radiactiva en el aire de los reactores dañados.
Grandes cantidades de agua contaminada con isótopos radiactivos fueron liberadas en el Océano Pacífico durante y después del desastre. Michio Aoyama, profesor de geociencia de radioisótopos en el Instituto de Radiactividad Ambiental, ha estimado que 18 000 TBq (terabecquerel) de cesio-137 (137Cs) radiactivo fueron liberados al Pacífico durante el accidente, y en 2013, 30 GBq de 137Cs todavía estaban fluyendo hacia el océano todos los días. Desde entonces, el operador de la planta ha construido nuevos muros a lo largo de la costa y también ha creado un "muro de hielo" de tierra congelada de 1,5 kilómetros de largo para detener el flujo de agua contaminada.

## La central

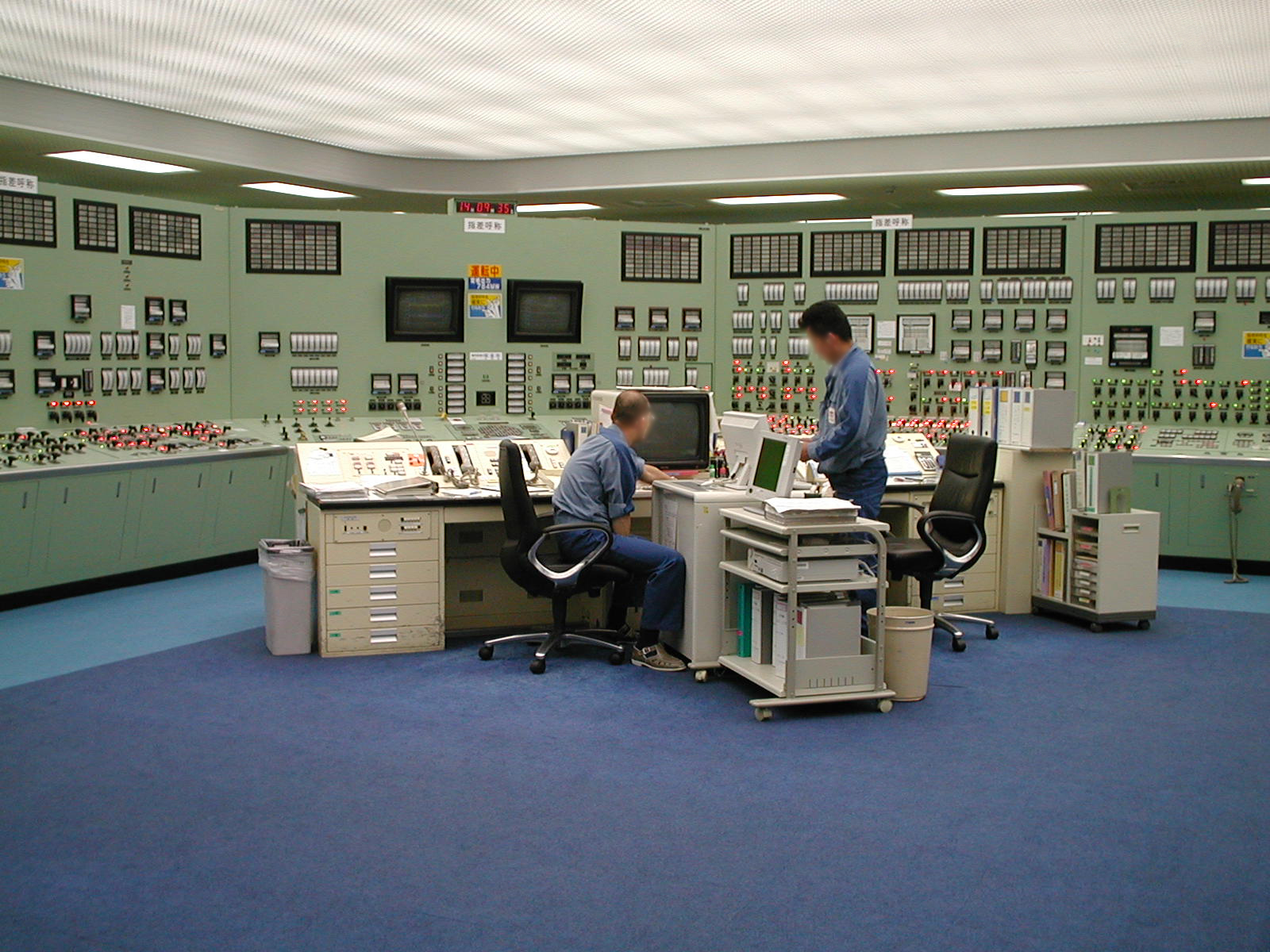
Sala de control del reactor de Fukushima en 1999.

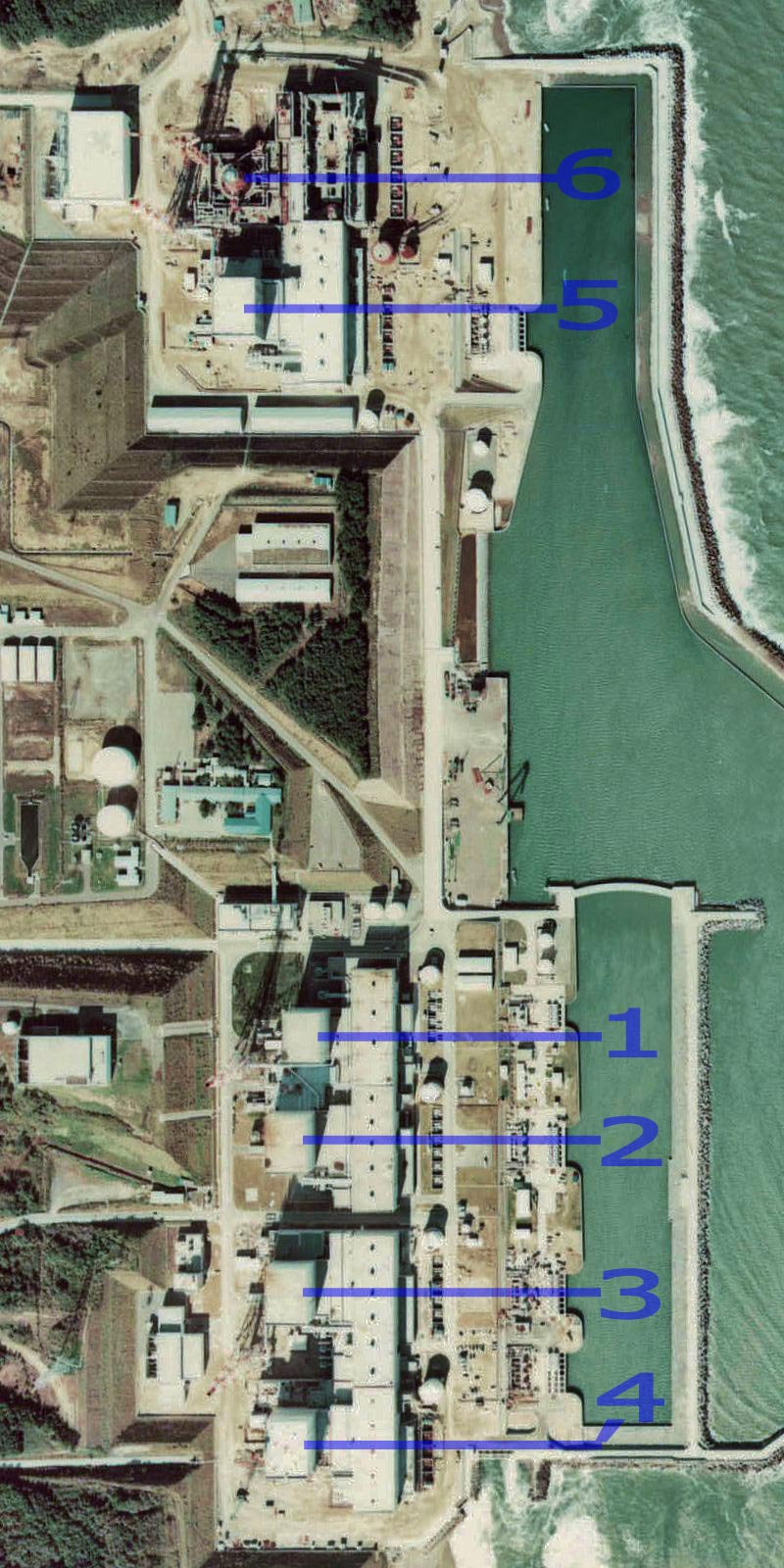
Posición del reactor.
・La unidad 6 es la dirección de Sōma.
・La unidad 4 es la dirección de Iwaki.

La central nuclear Fukushima I (福島第一原子力発電所 Fukushima Daiichi Genshiryoku Hatsudensho?,  Fukushima I NPP, 1F), diseñada por la compañía estadounidense General Electric empezó a ser construida en 1967, y fue puesta en funcionamiento en 1971. Cuenta con seis reactores nucleares del tipo BWR que juntos constituyen uno de los 25 mayores complejos de centrales nucleares del mundo con una potencia total de 4,7 GW. Fue construida y gestionada independientemente por la compañía japonesa TEPCO.
A pesar de conocerse el riesgo de tsunamis de más de 38 metros en su emplazamiento, la central solo contaba con un muro de contención de 8 metros y numerosos sistemas esenciales se encontraban en zonas inundables. Estas deficiencias de diseño fueron críticas en la gravedad de las consecuencias del siniestro.
| Unidad          | Tipo de reactor | Inauguración          | Producción eléctrica |
| --------------- | --------------- | --------------------- | -------------------- |
| Fukushima 1 – 1 | BWR - 3         | 26 de marzo de 1971   | 460 MW               |
| Fukushima 1 – 2 | BWR - 4         | 18 de julio de 1974   | 784 MW               |
| Fukushima 1 – 3 | BWR - 4         | 27 de marzo de 1976   | 784 MW               |
| Fukushima 1 – 4 | BWR - 4         | 18 de abril de 1978   | 784 MW               |
| Fukushima 1 – 5 | BWR - 4         | 12 de octubre de 1978 | 784 MW               |
| Fukushima 1 – 6 | BWR - 5         | 24 de octubre de 1979 | 1100 MW              |

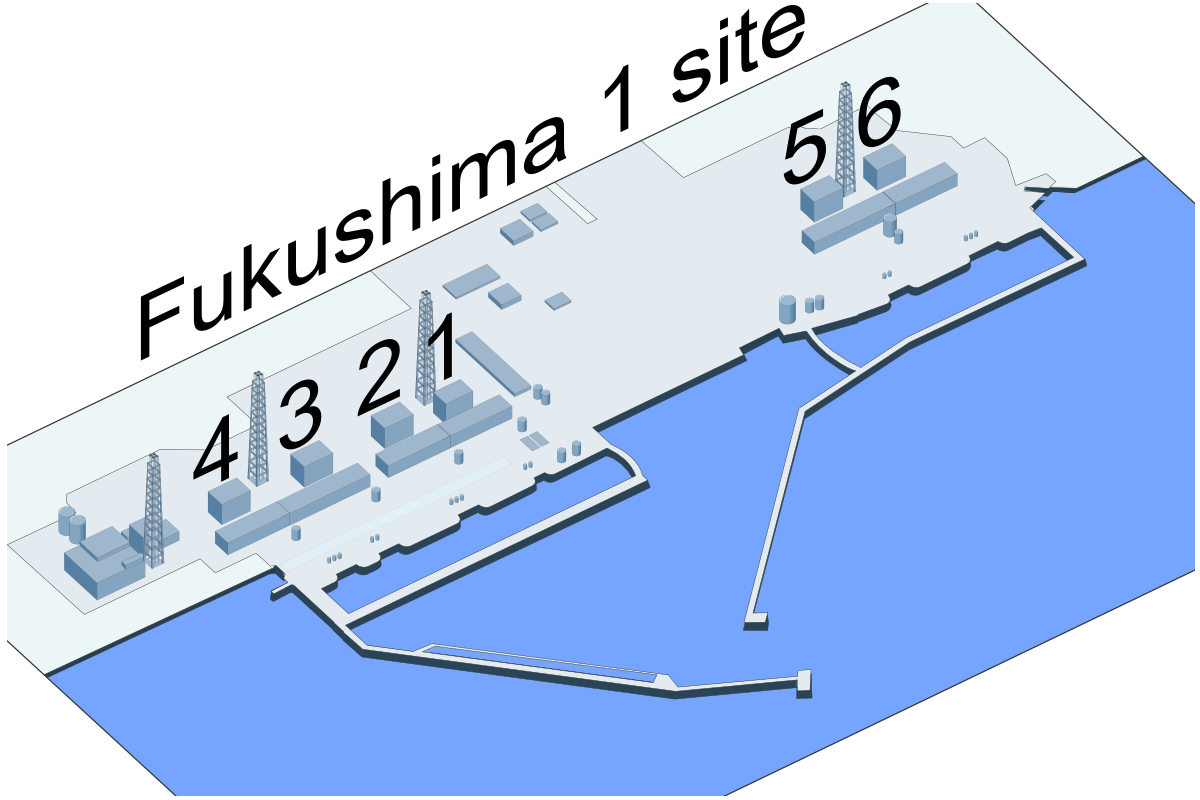
Primer plano del sitio de la central nuclear de Fukushima Daiichi
Mapa de la red de distribución de electricidad de Japón, que muestra sistemas incompatibles entre regiones. Fukushima se encuentra en la región de 50 hertz de Tohoku.
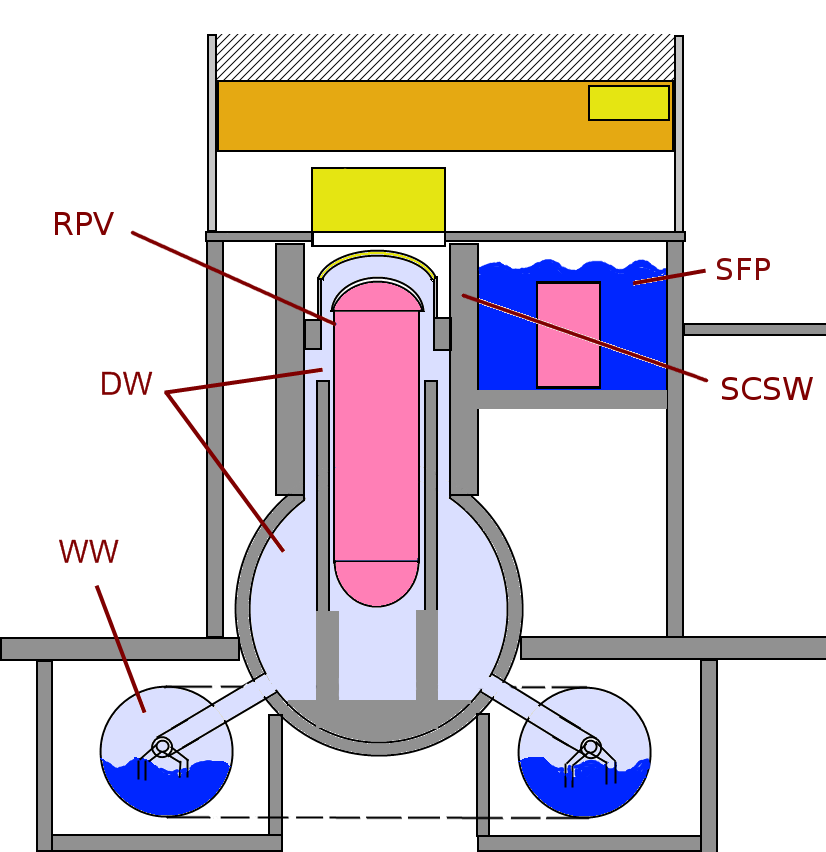
Esquema de sección transversal simplificado de una contención BWR Mark I típica como se usa en las unidades 1 a 5 Claves: RPV: recipiente a presión del reactor. DW: recipiente a presión del reactor que encierra bien el pozo. WW: pozo húmedo: en forma de toro alrededor de la base que encierra la piscina de supresión de vapor. El exceso de vapor del pozo seco ingresa a la piscina de agua del pozo húmedo a través de tuberías de bajante. SFP: área de piscina de combustible usado. SCSW: muro de contención secundario de hormigón

## Accidentes el 11 de marzo de 2011 y sucesión de explosiones

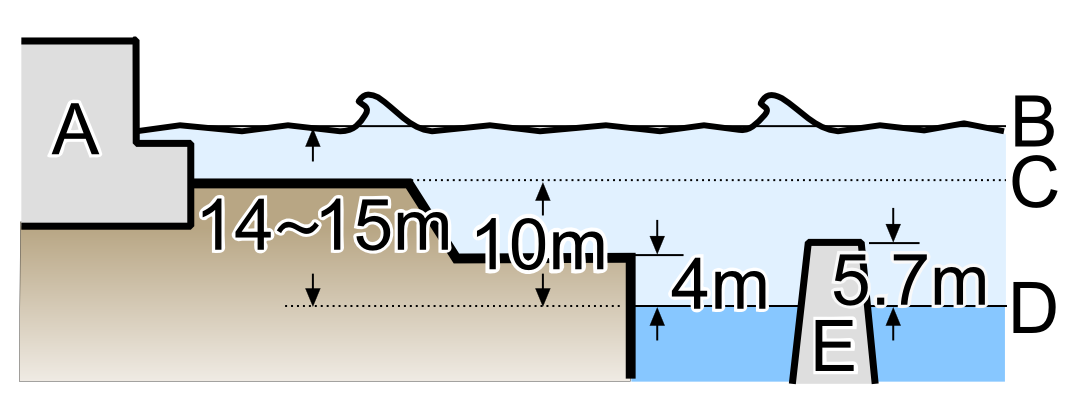
La altura del tsunami que azotó la estación aproximadamente 50 minutos después del terremoto.
A: edificios de la central eléctrica
B: altura máxima del tsunami
C: nivel del suelo del sitio
D: nivel medio del mar
E: dique para bloquear las olas

Antes del sismo y el posterior tsunami, los reactores 1, 2 y 3 estaban operando, mientras que las unidades 4, 5 y 6 estaban detenidos para mantenimiento, inspección y recarga de combustible. Cuando el terremoto fue detectado, las unidades 1, 2 y 3 se apagaron automáticamente (proceso denominado SCRAM). Al apagarse los reactores, paró la producción de electricidad. Debido a los daños de la red eléctrica externa, los motores diésel de emergencia comenzaron a funcionar normalmente con objeto de suministrar electricidad para mantener la refrigeración de los reactores, pero la llegada del tsunami a las 15:41 provocó su parada.
La ausencia de un muro de contención adecuado para los tsunamis que sucedieron en la región (de unos 13 metros en la central y hasta casi 40 m en otras zonas) produjo una inundación en las instalaciones de hasta unos 5,5 m. Aunque la estructura de la planta no resultó dañada, la presencia de numerosos sistemas críticos en áreas inundables facilitó que se produjese una cascada de fallos tecnológicos, culminando con la pérdida completa de control sobre la central y sus reactores.
Los primeros fallos técnicos se registraron el mismo día en que se produjo el sismo, viernes 11 de marzo, con la parada de los sistemas de refrigeración de dos reactores y de cuatro generadores de emergencia. Como consecuencia de estos incidentes surgieron evidencias de una fusión del núcleo parcial en los reactores 1, 2 y 3 dentro de las siguientes 72 horas a la pérdida de generación eléctrica, explosiones de hidrógeno que destruyeron el revestimiento superior de los edificios de contención que albergaban los reactores 1,3 y 4 y una explosión que dañó el tanque de contención en el interior del reactor 2. También se sucedieron múltiples incendios en el reactor 4. Además, las barras de combustible nuclear gastado almacenadas en las piscinas de combustible gastado de las unidades 1-4 comenzaron a sobrecalentarse cuando los niveles de dichas piscinas bajaron. El reactor 3 empleaba un combustible denominado "MOX", diferente al resto de unidades y fuente de cierta polémica por su contenido en plutonio.
El riesgo de filtraciones de radiación llevó a las autoridades a evacuar un radio de veinte kilómetros alrededor de la planta, extendiendo luego este radio a algunas poblaciones. Un 0,7% de trabajadores recibieron dosis por encima de los 100 mSv, 12 de los cuales estuvieron expuestos a una irradiación en el tiroides por inhalación de 131I de entre 2 y 12 Gy.
En junio de 2011, se confirmó que los tres reactores activos en el momento de la catástrofe habían sufrido fusión del núcleo.

## Consecuencias radiológicas

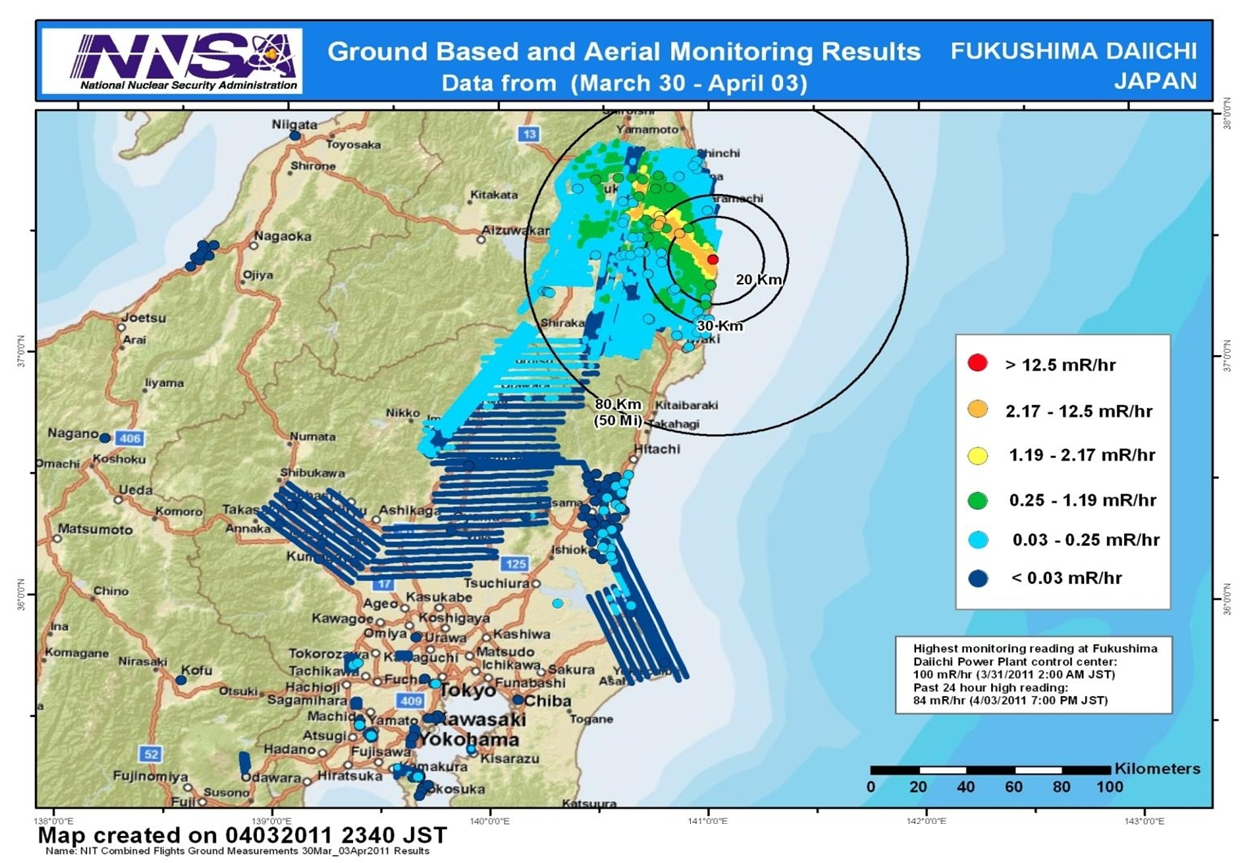
Mapa de áreas contaminadas alrededor de la planta (22 de marzo - 3 de abril de 2011)

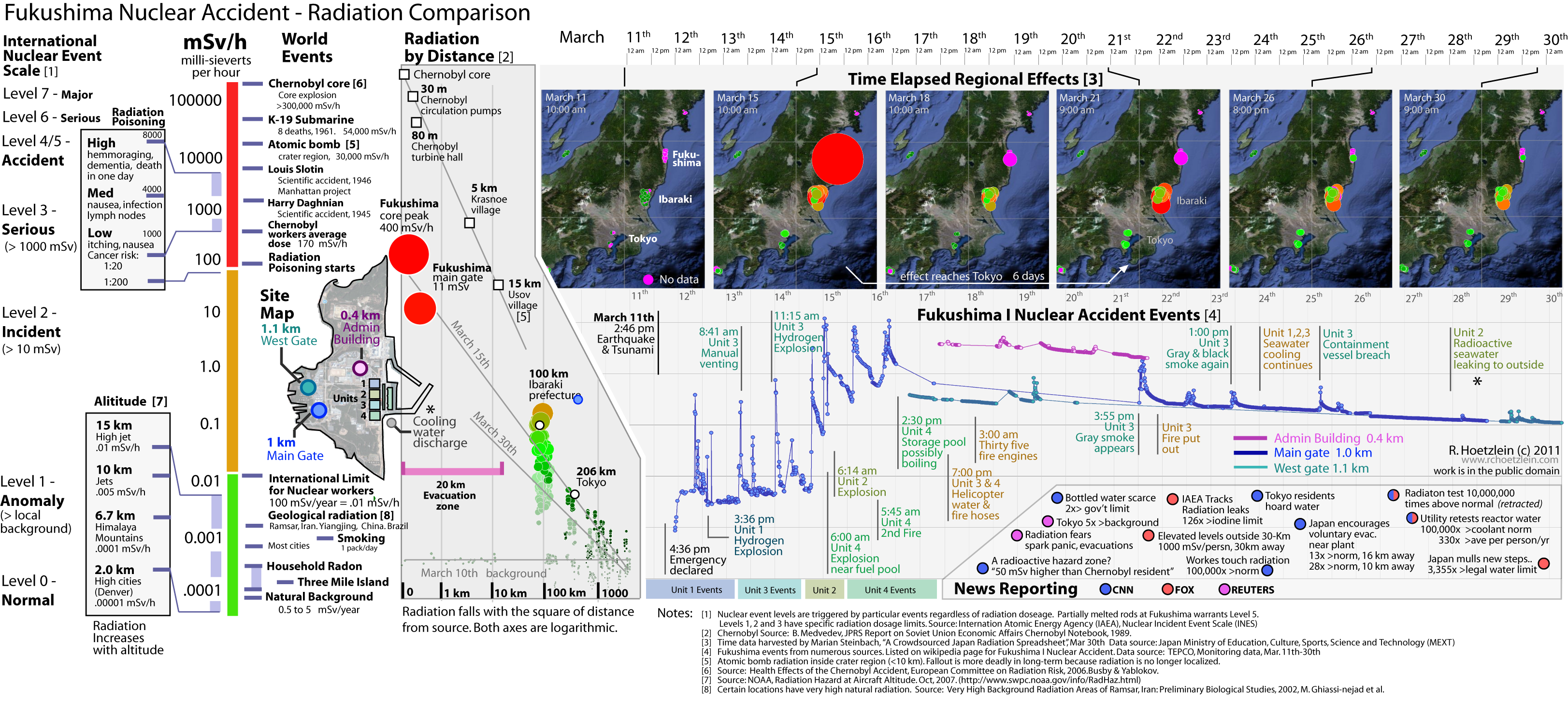
Comparación de la tasa de dosis de Fukushima con otros incidentes y estándares, con un gráfico de los niveles de radiación registrados y los accidentes específicos del 11 al 30 de marzo.

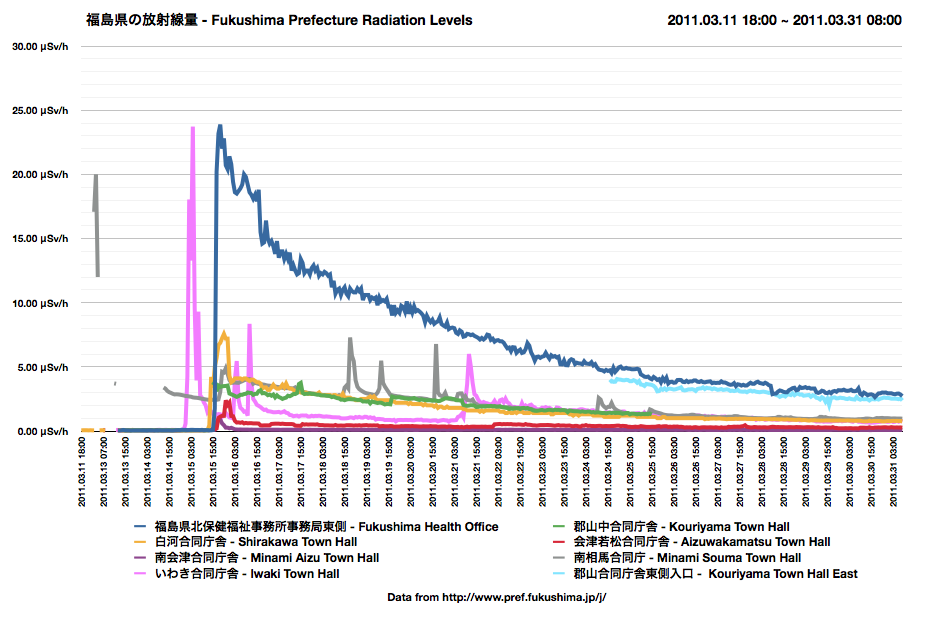
Mediciones de radiación de la prefectura de Fukushima, marzo de 2011.

Contaminación del agua de mar a lo largo de la costa con cesio-137, del 21 de marzo al 5 de mayo de 2011.

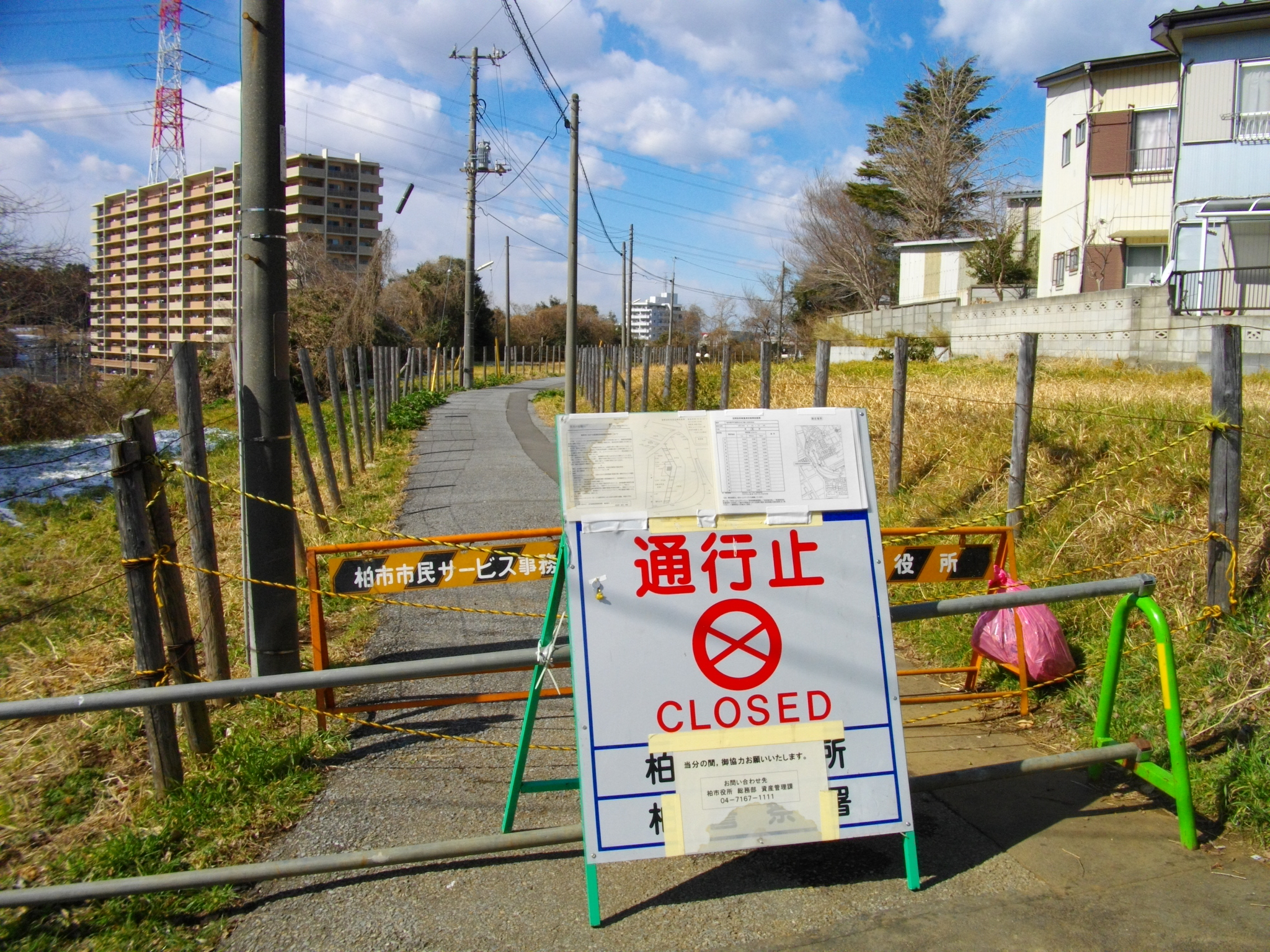
Punto de radiación en Kashiwa, febrero de 2012.

El accidente dio lugar a la emisión de radioisótopos al medio ambiente. La mayor parte de las emisiones a la atmósfera fueron transportadas hacia el este por los vientos dominantes, depositándose en el océano Pacífico Norte y dispersándose dentro de él.
Los cambios en la dirección del viento hicieron que una parte relativamente pequeña de las emisiones atmosféricas se depositara en la tierra, principalmente hacia el noroeste de la central nuclear de Fukushima Daiichi. La actividad medida de los radioisótopos se reduce con el paso del tiempo debido a los procesos de desintegración física y transporte medioambiental, así como a las actividades de limpieza.
Además de los radioisótopos que entraron en el océano por deposición atmosférica, hubo emisiones líquidas y descargas desde la central nuclear de Fukushima Daiichi directamente al mar frente al emplazamiento.
Algunos radioisótopos emitidos, como el 131I, el 134Cs y el 137Cs, fueron encontrados en el agua potable, en alimentos y en algunos productos no comestibles. En respuesta al accidente, las autoridades japonesas establecieron restricciones para evitar el consumo de estos productos.
La magnitud de las emisiones de 137Cs fue aproximadamente unas cinco veces menor que la del accidente de Chernóbil y similares a las emisiones de la planta de reprocesamiento de combustible nuclear de Sellafield durante el incendio de Windscale.

#### Emisiones a la atmósfera
Los principales radioisótopos emitidos en el accidente fueron 131I (100−400 PBq), 134Cs (unos 9 PBq) y 137Cs (7−20 PBq).
El 131I, con un periodo de semidesintegración corto de 8 días, contribuyó a las dosis equivalentes recibidas en la glándula tiroides, cuando hubo ingestión o inhalación. El 134Cs y 137Cs, que duran más tiempo, con períodos de semidesintegración de 2,06 años y 30,17 años, respectivamente, contribuyeron a las dosis equivalentes y efectivas a través de la exposición interna y externa. En algunas zonas, el 137Cs puede permanecer en el medio ambiente y, sin la limpieza apropiada, podría seguir contribuyendo a las dosis efectivas recibidas por las personas.
También se emitieron radioisótopos del estroncio, rutenio, bario y plutonio en menores cantidades, lo que contrasta con las elevadas cantidades de estos radioisótopos emitidos en el accidente de Chernóbil.

#### Emisiones a los océanos
La mayor parte de las emisiones atmosféricas que se dispersaron por el Pacífico Norte (más del 80%, según los modelos) se depositaron en la capa superficial del océano. Posteriormente, se produjo una descarga directa algo menor de agua contaminada durante los esfuerzos de enfriamiento de emergencia. La principal fuente fue agua contaminada procedente de una zanja de la central nuclear. Las emisiones radiactivas alcanzaron su máximo el 6 de abril de 2011. Las emisiones y descargas directas de 131I al mar se estimaron en 10 a 20 PBq. Las emisiones y descargas directas de cesio-137 se estimaron en valores de entre 1 y 6 PBq, en la mayoría de los análisis.
El agua contaminada del reactor 2 con 4700 TBq de actividad se fugó hacia el mar a principios de abril de 2011. Se produjeron también emisiones deliberadas en esas mismas fechas de alrededor de 10 400 m3 de agua con poca contaminación. Su propósito fue liberar espacio para almacenar agua con más contaminación y permitir condiciones de trabajo más seguras. NISA confirmó que no hubo cambios observables en los niveles de radiactividad en el mar como resultado de dicha descarga, que acumulaba 0,15 TBq. En mayo de 2011, se produjo una fuga de 250 m3 de agua contaminada con 20 TBq procedente del reactor n.º 3.
El agua del mar acumulada para enfriar los reactores se empezó a tratar con el objetivo de bajar los niveles de contaminación radiactiva y así devolverla al mar o para volver a enfriar de nuevo los reactores con el agua tratada.
Según un informe conjunto de la OMS (Organización Mundial de la Salud) y la FAO (Organización de las Naciones Unidas para la Agricultura y la Alimentación) publicado en mayo de 2012, los isótopos con mayor vida media detectados en el entorno marino han sido 134Cs y 137Cs. Del yodo detectado inicialmente no quedan rastros por su corta vida media. Los cesios pueden ser transportados a través de largas distancias por las corrientes marinas, principalmente en dirección al este de Japón; sin embargo, se espera que las grandes cantidades de agua del océano Pacífico rápidamente dispersen y diluyan esos materiales radiactivos.
Se informó también que pruebas de agua marina a 30 km de la costa de Japón han mostrado que las concentraciones de radioisótopos han decaído rápidamente a niveles muy bajos.
Mediciones realizadas en 2015 muestran la presencia de isótopos de cesio radiactivo provenientes de la central nuclear de Fukushima en muestras tomadas a 2600 kilómetros (1600 mi) de las costas de San Francisco, California aunque con niveles de radiactividad 500 veces por debajo del nivel considerado peligroso para el agua. Estas mediciones indican que todavía en 2015 había fugas de material radiactivo en el sitio del desastre.
Se espera que los tanques utilizados para almacenar el agua se llenen en 2023. En julio de 2022, la Autoridad de Regulación Nuclear de Japón aprobó la descarga del agua tratada al mar. El ministro de Asuntos Exteriores de Corea del Sur, activistas de Japón y Corea del Sur protestaron por el anuncio. En abril de 2023, pescadores y activistas realizaron protestas frente a la embajada japonesa en Filipinas en oposición a la liberación prevista de 1,3 millones de toneladas de agua tratada en el Océano Pacífico. El 22 de agosto, Japón anunció que comenzaría a liberar agua radiactiva tratada de la planta nuclear de Fukushima, afectada por el tsunami, en el Océano Pacífico en 48 horas, a pesar de la oposición. Japón dice que el agua es segura, muchos científicos están de acuerdo, y la decisión llega semanas después de que el organismo de control nuclear de la ONU aprobara el plan; pero los críticos dicen que es necesario realizar más estudios y detener la liberación. Para el 24 de agosto de 2023, el Gobierno de Japón dio inicio al proceso de descargar el agua tratada y diluida de la central nuclear Fukushima I al Océano Pacífico.

#### Efectos de la radiactividad en la fauna
En agosto de 2012, científicos japoneses publicaron sus resultados sobre el estudio de mutaciones genéticas en mariposas del género Zizeeria maha expuestas a la radiactividad en la zona cercana a la central nuclear. Estos resultados han sido puestos en duda por otros investigadores.

### Efectos para la población
No se han observado muertes relacionadas con la radiación ni enfermedades graves entre los trabajadores y el público en general expuestos a la radiación del accidente. Considerando el nivel de las bajas dosis recibidas por la población de la prefectura de Fukushima, estimadas en menos de 2 mSv con una media de 0,8 mSv y un máximo de 25 mSv. (como comparación, una persona recibe una media de 2,4 mSv anuales como radiación natural de fondo y 0,1 mSv en una radiografía de tórax), los riesgos de cáncer inducidos por la radiación de por vida, además de la tiroides, son pequeños y mucho más pequeños que la tasa base de cáncer de la población. Desde una perspectiva de salud global, los riesgos para la salud directamente relacionados con la exposición a la radiación son bajos en Japón y extremadamente bajos en los países vecinos y el resto del mundo.
Con respecto al riesgo de cáncer de tiroides en lactantes, niños y adolescentes expuestos (algo más de 350 000), el nivel de riesgo es incierto aunque pequeño, y aunque es difícil verificar las estimaciones de dosis de tiroides mediante mediciones directas de la exposición a la radiación (100 a 1000 veces menor que las producidas en el accidente de Chernóbil), no cabría esperar más de 1 caso por año como resultado de la radiación.
El cribado sistemático de tiroides produjo como resultado un aumento de anomalías y cánceres detectados que se deben probablemente a la sobredetección, puesto que se detectó una tasa similar en poblaciones no expuestas a la radiación. Este tipo de cribado puede producir más daños que beneficios, generando una ansiedad innecesaria en los padres y en los niños y en algunos casos conduciendo a intervenciones quirúrgicas innecesarias
Aunque el accidente nuclear no provocó muertes directas por radiación, más de 110 000 personas fueron trasladadas de sus hogares inmediatamente después del desastre, 50 000 se quedaron por voluntad propia en sus hogares y unas 85 000 aún no habían regresado cuatro años y medio después. Esta evacuación causó cerca de unas 2 000 muertes prematuras, sobre todo durante los tres primeros meses y particularmente entre personas mayores que sufrieron ansiedad, estrés postraumático y depresión al abandonar sus hogares a lo que hay que añadir las producidas entre pacientes hospitalizados en estado crítico que tuvieron que ser evacuados en condiciones poco adecuadas. Estos efectos postraumáticos se considera el efecto más grave para la salud de los accidentes nucleares y se ha llegado a plantear la conveniencia de este tipo de evacuaciones prolongadas.
Según un informe publicado por TEPCO en 2013, algo más de 29 000 trabajadores participaron en las operaciones, con una dosis media de unos 12 mSv. Menos del 1% de los trabajadores (unos 170) recibieron dosis por encima de los 100 mSv. Seis trabajadores de emergencias recibieron dosis por encima de los 250 mSv, sin exceder el nivel de referencia recomendado por ICRP de 1 Sv para efectos deterministas. Según la OMS, hubo unos 12 trabajadores expuestos a una irradiación en el tiroides por inhalación de 131I de entre 2 y 12 Gy. Por lo tanto, no se han producidos efectos graves a la radiación tales como el síndrome de irradiación aguda. Los trabajadores de emergencia parecen haberse protegido con éxito de los efectos más graves de la exposición. Sin embargo, para exposiciones de más de 100 mSv, podría esperarse un pequeño aumento en los casos de cáncer atribuibles a la radiación.
En 2015, el gobierno japonés anunciaba la indemnización, en concepto de accidente laboral, a un trabajador de TEPCO de 41 años diagnosticado con una leucemia, atribuyendo su cáncer a sus trabajos en la central accidentada tras una exposición total de unos 20 mSv. Gerry Thomas, profesora de patología molecular en el Imperial College de Londres, cuestionaba la atribución de este cáncer: "Dadas las bajas dosis a las que estuvieron expuestos los trabajadores, el aumento del riesgo es muy pequeño con estas dosis, y sería muy difícil estar seguro de que esto se debió a la radiación y no a otros factores que causan leucemia".
En 2018, el Gobierno de Japón reconoce la muerte de un trabajador de 50 años a causa de un cáncer de pulmón provocado por la exposición a la radiación. El trabajador recibió una dosis de 74 mSv en sus operaciones en la central de Fukushima y un total de 195 mSv a lo largo de su vida laboral en otras centrales nucleares. Sin embargo, "dada la ausencia de una dosis umbral para el inicio del cáncer, sigue siendo difícil identificar la exposición a la radiación como la causa raíz del cáncer ocupacional. Además, la asociación entre el cáncer y la exposición a la radiación en el lugar de trabajo no se ha establecido claramente debido a la falta de evidencia científica".

### Protección de la población

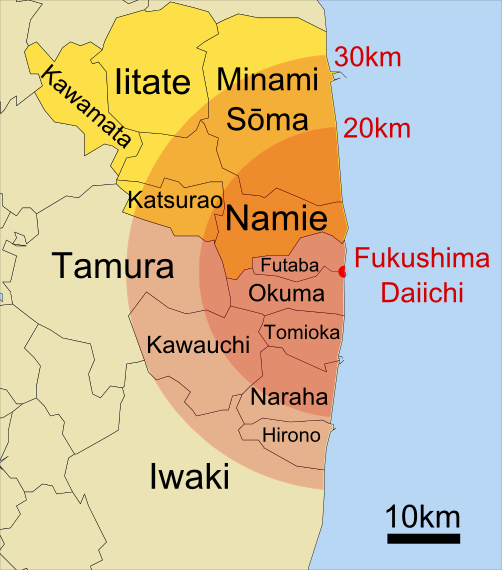
Pueblos, aldeas y ciudades de Japón en y alrededor de la zona de exclusión de la planta nuclear de Daiichi. Las áreas de 20 y 30 km (12 y 19 millas) (y) tenían órdenes de evacuación y refugio en su lugar, y se destacan distritos administrativos adicionales que tenían una orden de evacuación. Sin embargo, la precisión objetiva del mapa anterior se pone en tela de juicio ya que solo la parte sur del distrito de Kawamata tenía órdenes de evacuación.

El sábado 12 de marzo, las autoridades niponas establecieron en un principio que el accidente había sido de categoría 4 en un máximo de 7 en la Escala Internacional de Accidentes Nucleares. El viernes 18 de marzo, el OIEA informó de que en vista de los daños a los núcleos de los reactores, la autoridad regulatoria nuclear japonesa había resuelto elevar el nivel del accidente en los reactores 2 y 3 a categoría 5, y que la pérdida de funciones de refrigeración en la piscina de combustible usado del reactor 4 fuera clasificada en la categoría 3. El martes 15, expertos nucleares franceses opinaban que el accidente debía clasificarse en la categoría 6.
El accidente finalmente fue calificado como el más grave desde el accidente de Chernóbil.
En un principio se evacuó a más de 45 000 personas en un radio de diez kilómetros alrededor de la central, comenzándose a distribuir yodo, que consumido en su forma estable (Yodo 127) limita la probabilidad de cáncer de tiroides derivado de la emisión a la atmósfera de yodo radiactivo (I-131). El 13 de marzo el gobierno aumentó el radio de evacuación de diez a veinte kilómetros, llegando a 170 000 personas evacuadas. El día viernes 25 de marzo, catorce días después del accidente, se volvió a aumentar el radio de evacuación hasta los treinta kilómetros desde la central en vista del aumento de la radiación en los alrededores.
La policía estableció controles en un radio de treinta kilómetros para impedir el acceso de la población. Se cerraron comercios y edificios públicos y el gobierno recomendó a los habitantes de la zona no salir de sus casas, cerrar ventanas y desconectar sistemas de ventilación, no beber agua del grifo y evitar consumir productos locales. Varios países aconsejaron no viajar a Japón por el riesgo de contaminación nuclear. Un número importante de personas buscaron salir del área afectada, por lo que aeropuertos cercanos y estaciones de trenes llegaron a saturarse.

### Consecuencias políticas
- En Alemania, la canciller Angela Merkel, tras reunir un gabinete de crisis convocado con motivo de la situación en Japón, comunicó que haría comprobar la seguridad de las 17 centrales nucleares existentes en el país. Se estableció una moratoria de tres meses sobre la ley aprobada en septiembre para extender una media de doce años la vida de las centrales nucleares alemanas.[80][81] El día 15 de marzo, Merkel anunció el cierre preventivo de siete de las 17 centrales nucleares activas, aquellas construidas antes de 1980. El cierre duraría al menos tres meses.[82]

- En España, la organización Ecologistas en Acción pidió el adelanto del cierre de la central nuclear de Garoña, cuyo modelo de reactor coincide con los reactores de Fukushima, fabricados por General Electric, todos en el mismo año,[83] organizando una concentración para pedir el cierre de las centrales nucleares.[84]

- El comisario europeo de Energía, Günther Oettinger, afirmó que debe comprobarse rigurosamente la seguridad en las centrales más antiguas sin descartar el cierre de aquellas que fuese necesario.[85]

- En Suiza la ministra de Energía, Doris Leuthard, anunció que el gobierno había decidido suspender todos los procesos de autorización de nuevas centrales nucleares hasta que se examinase la seguridad de las ya construidas. Se realizaría una inspección federal para analizar las causas exactas de los accidentes de Japón, teniéndola en cuenta para decidir si se revisan las normas al respecto en Suiza.[85]

- El gobierno de Austria (cuya constitución prohíbe la instalación de plantas nucleares en su territorio) pidió que se llevaran a cabo pruebas de resistencia en todas las centrales nucleares europeas para revisar sus niveles de seguridad.[81]

- En Chile se generó una cierta controversia sobre la instalación de centrales nucleares, a raíz de que el gobierno firmó un acuerdo de cooperación con el gobierno de los Estados Unidos para la capacitación de personal chileno en materia de Energía Nuclear.[86]

- En Italia, el partido Italia de los Valores y la Federación de los Verdes convocaron un referéndum sobre la energía nuclear entre otros extremos, que se celebró el lunes 13 de junio de 2011 (aunque había sido convocado antes del Accidente de Fukushima). La población rechazó todos los temas planteados con una participación superior al 50 % (con rechazos de en torno al 95%) por lo que las consultas pasaron a ser vinculantes para el Gobierno.[87]

### Consecuencias económicas inmediatas
El índice Nikkei, tras dos días de operaciones había perdido más del 14%, a pesar de una inyección por parte del Banco de Japón de más de 43 761 millones de euros, si bien en los días siguientes se produjeron rebotes al alza de más del 5% diario.
Pocos días después, algunos estudios valoraban en unos 75 500 millones de euros los daños producidos por el terremoto y posterior tsunami en Japón.
El Banco Mundial por su parte, valoró los daños entre 87 000 y 166 000 millones de euros. La Organización para la Cooperación y el Desarrollo Económico OCDE recortó a la mitad su previsión de crecimiento para Japón, hasta el 0,8% cuando antes era del 1,7%.

## Críticas ante el accidente

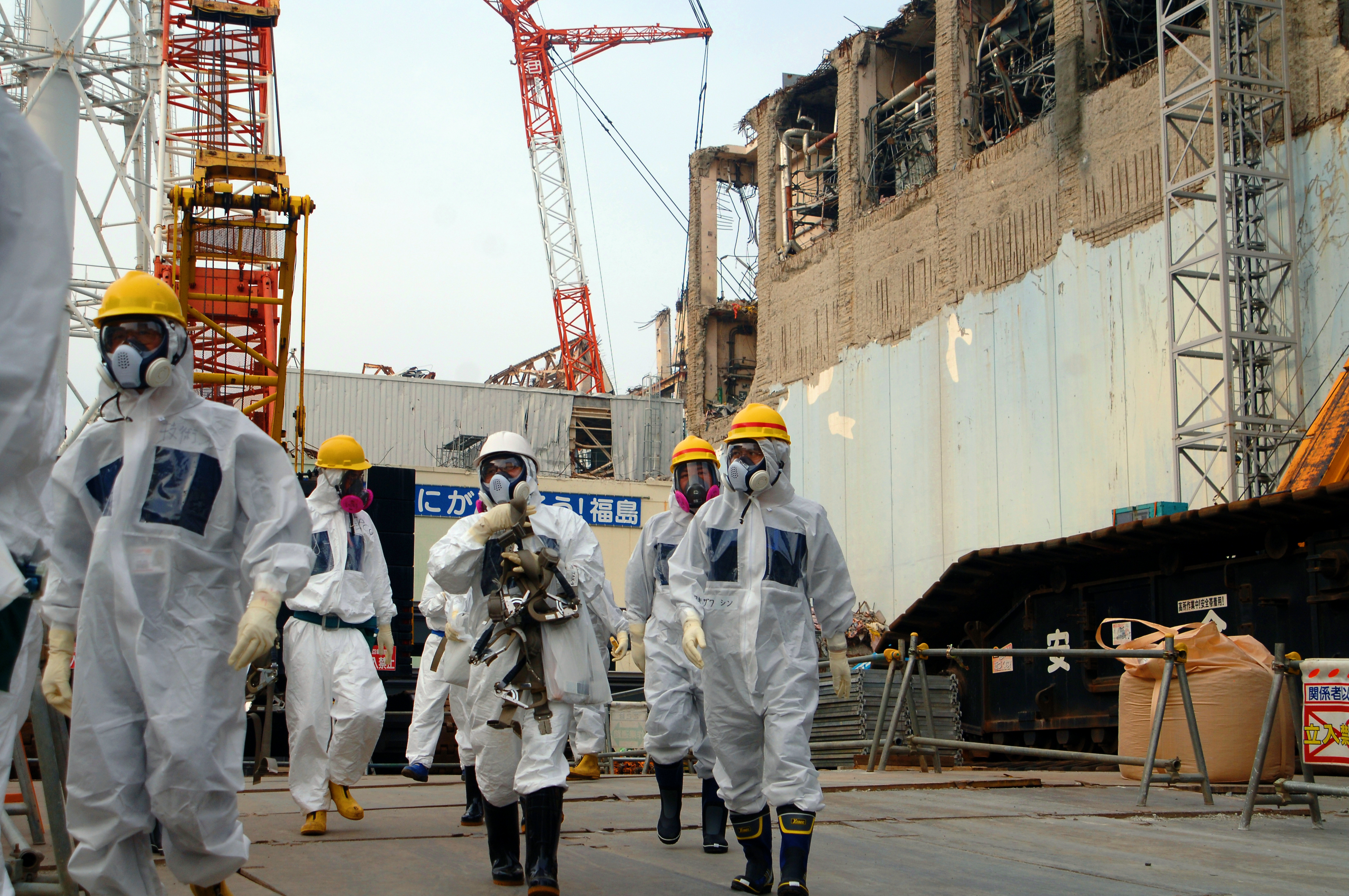
Expertos del OIEA en la Unidad 4 de la central nuclear de Fukushima Daiichi, en 2013.

### Críticas al Organismo Internacional de Energía Atómica
El miércoles 16 de marzo de 2011 Yuri Andreyev, responsable de descontaminar la ciudad de Chernóbil tras el accidente de 1986, manifestó que el Organismo Internacional de Energía Atómica (OIEA) era «muy cercano a los intereses de la industria nuclear, al proceder la mayoría de sus expertos de empresas del sector». Además, consideraba al OIEA muy débil para tratar catástrofes nucleares por su falta de independencia. En palabras de Andreyev: «Después del accidente de Chernóbil, le dije al entonces director del OIEA, Hans Blix, que era necesario crear una organización cuya función fuera tratar con accidentes».
El secretario ejecutivo del Acuerdo de Riesgos Mayores del Consejo de Europa, Eladio Fernández-Galiano, después de abrir la cumbre científica sobre el accidente de Chernóbil en Kiev el viernes 22 de abril de 2011 -como parte de las actividades del 25 aniversario de dicho accidente nuclear- declaró que los miembros de los organismos de control de la industria nuclear (OIEA y los Consejos de Seguridad Nuclear de los distintos países -en el caso de Japón la Agencia de Seguridad Nuclear e Industrial-) provenían de la propia industria, eran endogámicos y, a la vista del accidente de Fukushima no habían cumplido su labor reguladora y de control de las empresas que gestionan centrales nucleares. Después del accidente de Chernóbil «la industria nuclear nos dijo que no iba a volver a pasar».

### Críticas por el tipo de combustible MOX usado en el reactor III
El miércoles 16 de marzo de 2011 Yuli Andreev también señaló que el reactor III de la central de Fukushima I era el más peligroso, ya que se estaba usando el combustible nuclear MOX- mezcla de óxido de uranio y óxido de plutonio -, que la empresa francesa Areva estaba usando experimentalmente en dos centrales nucleares japonesas.
Greenpeace ya advirtió en 2001 a la Comisión Reguladora Nuclear de Estados Unidos que el uso del combustible MOX - facilitado por la empresa francesa AREVA- debía abandonarse por su alto riesgo y dejar de enviarse a la central de Fukushima I, ya que los reactores convencionales no estaban preparados para ese combustible. El MOX, que producía mayor rendimiento energético, habría demostrado su inestabilidad y, por tanto, la dificultad de su control ya que sufría dos diferentes reacciones -la del uranio y la del plutonio- en un mismo reactor.

### Críticas a la Organización Mundial de la Salud por su acuerdo con la OIEA de 1959
El accidente de Fukushima volvió a poner sobre la mesa las posibles consecuencias negativas que la firma el 28 de mayo de 1959 del Acuerdo WHA12-40 (enlace roto disponible en Internet Archive; véase el historial, la primera versión y la última). entre la Organización Mundial de la Salud (OMS) y la Agencia Internacional de la Energía Atómica (OIEA) supone para la consecución de los objetivos de la OMS. Según la agrupación de organizaciones no gubernamentales Por la Independencia de la OMS dicho acuerdo había sido muy negativo, desde su constitución y de manera especial ante las catástrofes nucleares como el accidente de Chernóbil y el de Fukushima.
Para la organización Por la independencia de la OMS ningún programa social ni médico digno de ese nombre ha sido puesto en práctica en las zonas contaminadas de Chernóbil. Se considera que dicho acuerdo ha limitado gravemente la protección de la salud de los ciudadanos del mundo en relación con la contaminación radiactiva. Se señala que en los países con actividad nuclear, los estudios epidemiológicos son raros y casi inexistentes y, en ciertos países como Francia, el secreto sobre las actividades nucleares civiles y militares es total, el acuerdo supone un conflicto de intereses entre los objetivos de la OMS y la OIEA, próxima a los de la industria nuclear.
Para el académico suizo Jean Ziegler, vicepresidente del comité asesor del Consejo de Derechos Humanos de las Naciones Unidas, «el lobby nuclear ha conseguido que la OMS renuncie a ocuparse de las víctimas de las catástrofes atómicas».

## Filmografía
Este Incidente fue presentado en el programa de televisión segundos catastróficos, titulado "Fukushima", transmitido en National Geographic Channel.
El 1 de junio de 2023 Netflix lanza la serie de 8 capítulos llamada "Los días", donde relata la historia de los hechos que se presentaron tras el Tsunami del 2011 en la planta nuclear.

## Videos
- 12/3/2011 - Video 1.ª explosión en Reactor I - 12/3/2011 - Video en Twitvid
- 14/3/2011 - Video Explosión en Reactor II - 14/3/2011 - Video en Youtube
- 17/3/2011 - Los destrozos en la central de Fukushima, Video grabado por la empresa `propietaria Tepco - Video en YouTube
- 29/3/2011 - Efectos de la radiación, presentación interactiva.
- "Inside Fukushima Daiichi~This is a virtual tour of the decommissioning site.~"(in English) by Tokyo Electric Power Company Holdings, Incorporat(en inglés)

- Datos: Q171178
- Multimedia: Fukushima I accidents / Q171178